# Samuel Schenberg
Samuel Schenberg, född 4 oktober 1704 i Normlösa församling, Östergötlands län, död 3 juli 1776 i Nykils församling, Östergötlands län, var en svensk präst.

## Biografi
Samuel Schenberg föddes 1704 i Normlösa församling. Han var son till kyrkoherden Johannes Schenberg och Ulrica Thoresdotter Schenligt. Schenberg blev 1722 student vid Uppsala universitet, 1730 vid Kungliga Akademien i Åbo och 1732 vid Uppsala universitet. Han avlade filosofie kandidatexamen och prästvigdes 15 december 1735. Schenberg blev 1738 skvadronspredikant vid östgöta kavalleriregemente och 1742 regementspastor vid nämnda regemente. År 1743 blev han fältprost. Schenberg blev 1746 kyrkoherde i Nykils församling och 1749 prost. Han avled 1776 i Nykils församling.

## Familj
Schenberg gifte sig 27 april 1737 med Anna Margareta Engelcrona (1698–1751). Hon var dotter till kaptenen Samuel Engelcrona och Agneta Christina Gyllentrost. Anna Margareta Engelcrona var änka efter häradshövdingen Isak Cock.
Schenberg gifte sig andra gången 12 juli 1757 med Maria Elisabet Björnlund (1723–1788). Hon var dotter till kyrkoherden Theodor Björnlund och Margareta Gabrielsdotter Iser i Rystads församling. Maria Elisabet Björnlund var änka efter extra ordinarie prästmannen E. Bröttling. Schenberg och Björnlund fick tillsammans barnen Johan Ulrik Schenberg (1759–1810), Margareta Elisabet Schenberg (född 1760) som var gift med kaptenen Gabriel Christian Ruda, Samuel Petrus Schenberg (1760–1761), adjunkten Samuel Theodor Schenberg (född 1762), Petrus Schenberg (1763–1776), Ulrika Sofia Schenberg (1765–1770) och Brita Maria Schenberg (1769–1813) som var gift med kaptenen Julius Fredrik Bergengren.